# Hylopanchax
Hylopanchax là một chi cá trong họ cá khổng tước Poeciliidae thuộc bộ cá chép răng Cyprinodontiformes gồm các loài bản địa của sông Congo và sông Ivindo ở vùng Trung Phi.

## Các loài
Hiện hành có cả thảy 06 loài được ghi nhận trong chi cá này:
- Hylopanchax leki van der Zee, Sonnenberg & Schliewen, 2013[2]
- Hylopanchax moke van der Zee, Sonnenberg & Schliewen, 2013[2]
- Hylopanchax ndeko van der Zee, Sonnenberg & Schliewen, 2013[2]
- Hylopanchax paucisquamatus  Sonnenberg, Friel & van der Zee, 2014[3]
- Hylopanchax silvestris Poll & J. G. Lambert, 1958
- Hylopanchax stictopleuron Fowler, 1949